# Византийская дипломатия

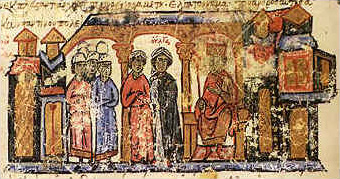
Ольга, правительница Киевской Руси, вместе со своим эскортом в Константинополе (Мадридский Скилица, Национальная библиотека Испании, Мадрид)

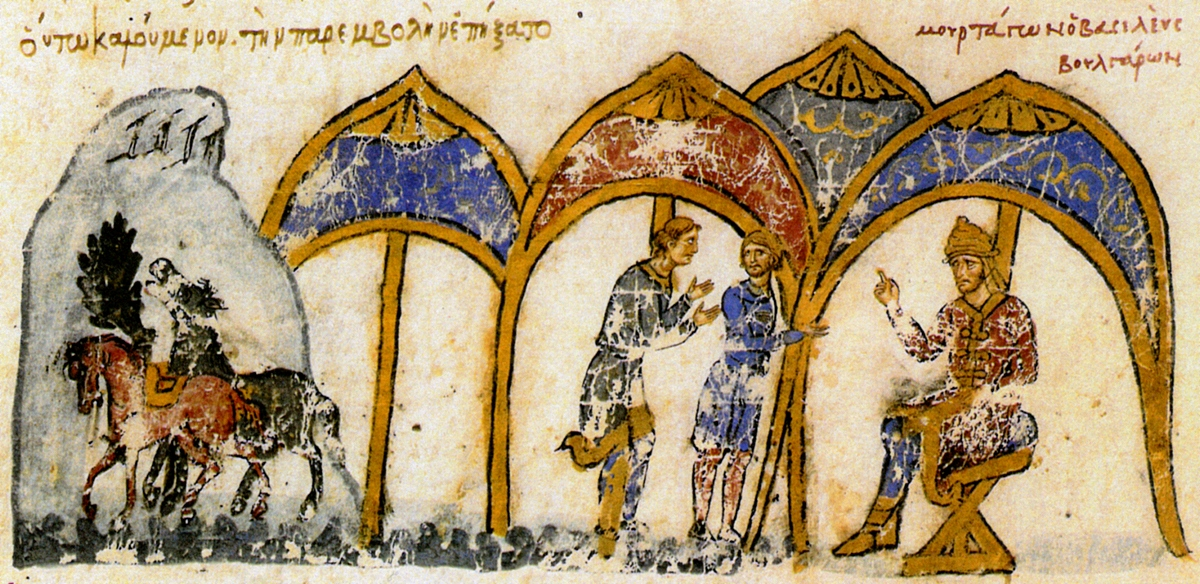
Омуртаг, правитель Болгарии, отправляет делегацию к византийскому императору Михаилу II (Мадридский Скилица, Национальная библиотека Испании, Мадрид)

Византийская дипломатия. Византия, наследница Римской империи, сохранила эллинистические черты государственного устройства, соединив их с элементами восточной деспотии. Она смогла создать действенную и очень «изощрённую» дипломатию, которая стала образцом для варварских королевств и оказала значительное влияние на всю средневековую дипломатию.

## Ведомство дрома
Почтовое ведомство в Византийской империи было известно как ведомство дрома (греч. ὀξὺς δρόμος). Им руководил дромологофет. С его помощью велись внешние отношения империи с другими странами. История его существования берёт своё начало от основания Византийской империи. В V веке центральное управление империей сосредоточилось в константинопольском дворце и одним из важнейших постов в центральном государственном управлении стал магистр оффиций — начальник дворца и дворцовой службы. Ему же подчинялась организация государственной почты страны и управление внешней политикой, руководя штатом переводчиков, он отвечал за отношения с послами других стран, организацией приёмов для которых существовала канцелярия приемов. Магистр оффиций являлся начальником дворцовой гвардии, личной охраны императора и арсенала Константинополя. Ему принадлежал контроль над государственным управлением, надзор за придворной и чиновничьей администрацией. В каждой диоцезе и принципии был начальник канцелярии правителя, напрямую связанный с магистром оффиций и регулярно направлявший ему донесение. В IX в. формируется новая иерархия титулов, аппарат центрального государственного управления расширяется. В первой половине VII в. создана должность логофет дрома. Первоначально его функции были ограничены и охватывали информирование императора о событиях в стране. Постепенно его власть распространяется и на управление государственной почтой и обслуживанием послов и чиновников, путешествовавших по служебным нуждам, этим занимались подчинённые ведомству дрома села, которые следили за состоянием государственных дорог. Позже к его обязанностям добавилось управление системой сигнальных огней, которые сообщали в Константинополь об арабских вторжениях. Логофету дрома подчинялось и управление внешними отношениями Византии. В его обязанности входил выкуп пленных, приёмы иностранных послов и рассмотрение судебных дел иностранных купцов. Как и магистр оффиций, логофет дрома следил за делами по всей стране: специальные чиновники — эпискептиды посланные в разные части страны регулярно отправляли ему донесение. Доставкой почты занимались курьеры, их количество было огромно. Лишь в середине IV в. по подсчётам исследователей во дворце было 10 тыс. курьеров. Специально для курьерской службы разводили лошадей, чаще всего использовались быстрых арабских скакунов. Если сравнить обязанности магистра оффиций и логофета дрома, то можно проследить, что обе должности имеют несколько общих обязанностей — это управление почтой, отношениями с послами и, следовательно, со странами и «наблюдение» за аппаратом государственного управления в разных частях Византии.

## Идейное содержание

### Место Византии в мире
Византийская политическая мысль унаследовала от Римской империи концепцию государственной уникальности. Весь окружающий мир делился на «ойкумену» — «населённое» (в общем «цивилизованное») пространство и варварские земли. Варварский мир византийцы долгое время воспринимали как легендарную, а не географическую реальность. Земли варваров изображались византийскими авторами как заселённые дикими существами, монстрами местности.
Политическая теория Византии защищала политическое и религиозное положение страны в мире. По византийской концепции власти император ставился на место правителя всей православной ойкумены, а государство ромеев выступало защитником и покровителем христианских народов. Не существовало ни одного иностранного правителя равного императору. Поэтому к X в. было недостойно согласиться на брак близкой родственницы императора с правителем другой страны. Впервые принцесса, дочь Романа II Анна Порфирогенета была выдана замуж за варвара русского князя Владимира в 989 г. Ещё дольше сохранялся обычай предоставления иностранным правителям каких-либо регалий императорской власти. Так, Константин VII рекомендовал при требованиях подобного характера ссылаться на волю Божию и заветы Константина Великого.

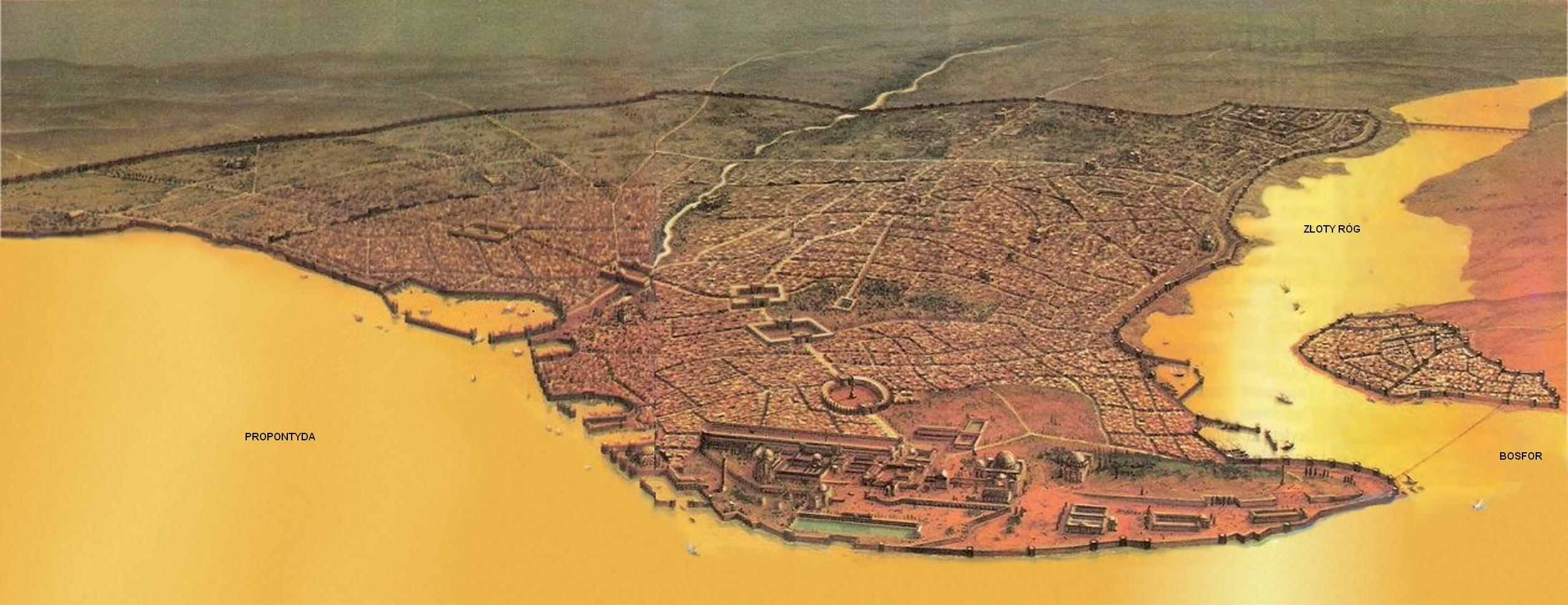
Общий вид Константинополя в эпоху Юстиниана I (реконструкция)

Константинополь тоже поражал своим величием, как столица государства-защитника христианских народов. Вот как описывает Иордан впечатление остготского короля Атанариха от посещений Константинополя:
Атанарих, охотно принявший приглашение, вступил в царственный город и удивлённо сказал: «Теперь я вижу своими глазами этот славный город, о котором часто слышал, но не верил». И оглядываясь туда и сюда, он восхищался положением города, то удивлялся каравану кораблей, то глядя на знаменитые стены и на силу народа разных племён, буйной волной сходящихся сюда, как войско в боевом порядке, в одну реку с разных сторон, произнёс: «Нет сомнения, император есть земной бог, и кто осмеливается на него подняться, сам будет виновен в пролитии собственной крови» [1, с. 194].
Неудивительно что до создания на Западе империи Карла Великого варварские королевства хотя и номинально, но признавали власть константинопольского императора. Варварские короли считали честью получать от него высшие императорские титулы; латинские хронисты часто вели исчисление по годам правления византийских василевсов, а при дворах западных правителей чеканили монеты, имитируя византийские. Долгое время многие правители Юго-Восточной и Западной Европы пытались не только подражать обычаям и нравам византийского двора, но и использовали византийскую систему государственной власти в виде образца при создании административного аппарата в своих странах.

### Приём послов
Исключительность власти византийского василевса была подчеркнута и великолепием церемониала и столицы, порядка приёма иностранных послов. Вот как описывает приём послов, Лиутпранд, посол итальянского короля Беренгара, в Константинополе в 949 г.:

Перед троном императора стояло медное, но позолоченное дерево, ветви которого наполняли разного рода птицы, сделанные из бронзы, а также позолоченные. Птицы составляли каждую свою особую мелодию, а сиденье императора было устроено так искусно, что сначала оно казалось низким, почти на уровне земли, потом несколько выше и наконец висит в воздухе. Колоссальный трон окружали, в виде караула медные и деревянные, но во всяком случае позолоченные львы, которые безумно били своими хвостами землю, открывали пасть, двигали языком и издавали громкий рев… При моём появлении заревели львы и птицы спели каждая свою мелодию… После того как я согласно обычаю третий раз преклонился перед императором, приветствуя его, я поднял голову и увидел императора в совершенно другой одежде почти под потолком зала… Он не произнёс ни слова… О жизни и здоровье Беренгара меня спросил логофет…

Не всех послов принимали одинаково. Приёмом послов занималось ведомство дрома, которое заранее определяло чин посла. Приветливое или наоборот пренебрежительное отношение указывало на отношение василевса к тому, кто отправил посольство. С особыми великолепиями принимали важных послов, именно такой приём описан выше. Когда империя была заинтересована в переговорах, послу демонстрировали всяческую приязнь: ему дарили подарки, показывали достопримечательности столицы и спортивные игры на ипподроме, водили в баню и на охоту. Иногда показывали золото и драгоценные камни в сокровищнице. Если посол был нежеланен, к нему сразу же проявляли открытое недовольство, забывали о его обеспечении, плохо кормили, держали под стражей. Если империя разрывала дипломатические отношения, то посла унижали, а иногда били по щекам.

### Византийские посольства
Тщательно планировалось отправление византийского посла в другую страну. Учитывался ранг, титул, пост посла, положение в обществе. Определялись состав посольства, статус сопровождающих посла лиц, их количество, ценность даров, вид императорской грамоты к иностранному правителю, форма дипломатического приёма. Чаще всего сопровождавшие посла имели достаточно высокие титулы. Так, Шандровская отмечает, что переводчикам предоставлялись достаточно высокие государственные или военные титулы такие, как императорский спафарий, императорский протоспафарий, императорский спафорокандидат, патрикий, севаст, пансеваст севаст [11, с. 110]. Дипломатические подарки империи X—XI вв. были очень ценными. Арабские эмиры высоко их ценили. Но с ослаблением Византии ей всё сложнее было поддерживать статус великой державы ромеев. Иногда расходы на посольства брали на себя вельможи.

### Дипломатическая деятельность императора
Кроме этого император вёл переписку с правителями стран, пытаясь заключить с ними военные или торговые союзы. В частности, Анна Комнина в «Алексиаде» так описывает действия своего отца:
Алексей понимал, что самый могущественный из них — немецкий король, который может сделать с Робертом всё, что захочет. Поэтому Алексей неоднократно направлял ему письма, склоняя короля на свою сторону приветливыми словами и всяческими послами.

### Христианство и дипломатия
Важную роль в международных делах Византии играло распространение христианства. По своей идеологии Византия была «Христианской империей», которая призвана совершать среди других народов Божественную миссию — распространять веру во Христа. Практическая реализация этой миссии возлагалась на миссионеров, которые проникали в самые отдалённые уголки мира — в горы Кавказа и в оазисы Сахары, в Эфиопию и степи Причерноморья. В IX—X вв. христианство распространилось среди славянских государств таких, как Моравия, Болгария, Сербия, Киевская Русь. Миссионеры одновременно выполняли и функции дипломатов, они умело подходили к князьям, влиятельным лицам страны и особенно к знатным женщинам. Поэтому часто у варварских князей женщины были христианками, которые сознательно или бессознательно распространяли интересы Византии. В отличие от римского обряда византийский был более гибок. Он допускал церковные службы на местном языке, что, конечно, облегчало деятельность миссионеров. Священное писание было переведено на готский, эфиопский и старославянский языки. Это имело своё значение. В странах, принимавших христианство, утверждалось византийское влияние. Духовенство, зависимое от Византии, играло огромную роль в варварских государствах, нередко было единственным носителем грамотности и образованности. Епископы — греки или ставленники греков — заседали в княжеских советах. Школа и образование у этих народов зависели чаще всего от духовенства.
Идеология Византии как христианской империи, объединявшей страны всей православной ойкумены, легла в основу византийской дипломатии, заставлявшей варваров служить целям Византии, вести войны в её интересах, охранять границы империи.

## Методы дипломатии

### «Наука об управлении варварами»

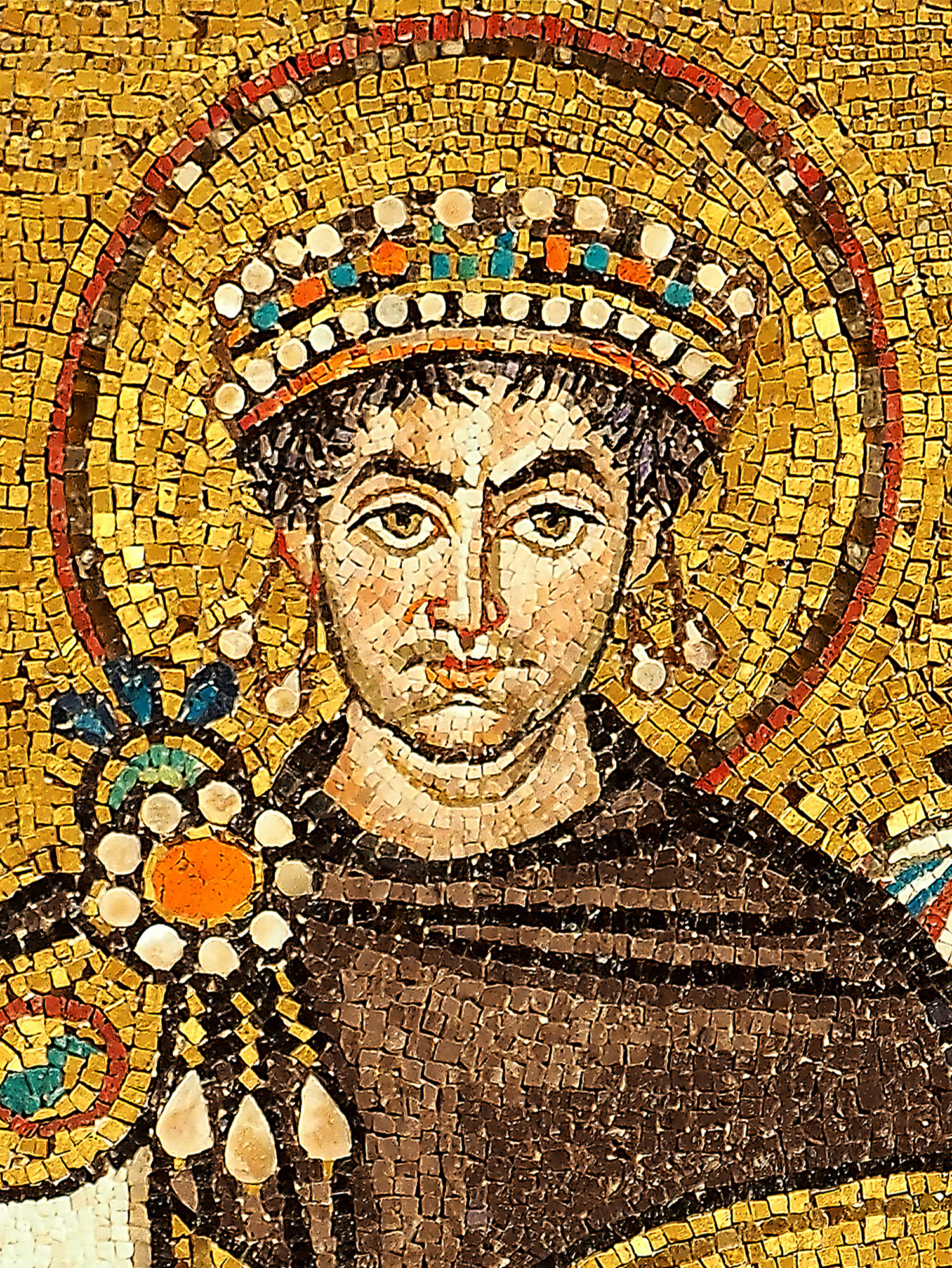
Юстиниан I. Современная мозаика в церкви Сан-Витале

В VI в. в правление императора Юстиниана дипломатическая активность византийцев достигла своего апогея. В этот период использовались все самые хитрые методы ведения дипломатии. Дипломатические связи охватывали огромное пространство от Китая и Индии до Атлантического океана, от внутренней Африки до причерноморских степей. Юстиниан умело комбинировал художественную дипломатическую игру с точными военными ударами, расширившими границы его империи далеко на запад, Византия со всех сторон была окружена беспокойными племенами варваров. Византийцы тщательно собирали и записывали сведения об этих племенах, чтобы иметь точную информацию об их военных силах, торговых отношениях, о междоусобиях, о верхушках племён и возможности их подкупа. На основании полученных сведений строилась византийская дипломатия или «наука об управлении варварами».
Главной задачей византийской дипломатии было вынудить варваров служить империи, вместо того чтобы угрожать ей. Более обычным средством было нанимать их на военную службу. Вождей варварских племён и правителей государств подкупали, заставляя вести войны в интересах Византии. Ежегодно Византия выплачивала пограничным племенам большие деньги. За это они обязаны были защищать границы империи. Вождям раздавали пышные византийские титулы, золотые или серебряные диадемы, мантии, жезлы. Варварам отводили земли, где они могли поселиться, как вассалы. Так лангобарды получили земли в Норике и Паннонии, герулы — в Дакии, гунны — во Фракии, авары — на Саве. Таким образом, одни варвары должны были защищать империю против других. Варварских вождей пытались покрепче привязать к византийскому двору. За них выдавали девушек из знатных родов. Их сыновей воспитывали при константинопольском дворе в духе преданности интересам империи.
Эти полуримляне, с латинской почтительностью, высокомерно объявляли себя рабами его императорского величества.
— так Иоанн Эфесский описывает варварских князей, воспитанных при византийском дворе; одновременно они служили заложниками на случай предательства родителей.
В то же время в Константинополе следили за междоусобицами варварских княжеских родов. Изгнанных князей приютили и использовали их в качестве собственных кандидатов на престол. Однако «мирные средства» были ненадежны. Варвары, получавшие от Византии деньги, требовали всё больше денег и угрожали перейти в лагерь врагов. Важно было не давать им окрепнуть, умело натравливать их друг на друга, ослаблять их междоусобицами. Старое римское правило «divide et impera» («разделяй и властвуй») нашло применение в византийской политике. Умение обращаться с соседями, как с шахматными фигурами, отличало дипломатию Юстиниана. Он развил тактику натравливания в целую систему. Против болгар он поднимал гуннов, против гуннов — аваров. Чтобы одолеть вандалов, он привлёк на свою сторону остготов, а остготов разбил с помощью франков. Военное вмешательство во внутренние дела других государств было одной из составляющих внешней политики Юстиниана. Ярче всего эта политика выразилась в войнах Юстиниана с вандалами и остготами. В Африке и Италии император использовал социальную борьбу в этих странах, в частности недовольство римских землевладельцев, вызванное захватом их земель варварами и возмущение духовенства господством варваров-ариан. Римские землевладельцы и духовенство поддерживали Юстиниана. Папа Вигилий просил его довести до конца неудачно начатую интервенцию в Италию. Остготы яростно защищались, найдя поддержку рабов и колонов, положение которых было облегчено варварами. Юстиниан I одержал пиррову победу в 555 году.

### Восточные традиции в дипломатии

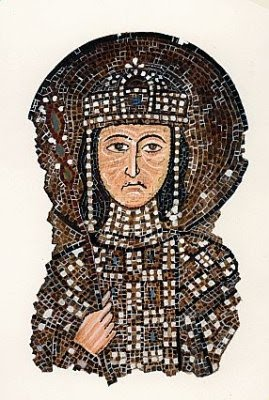
Анна Комнина

Кроме эллинистических традиций дипломатии Византия переняла и восточные «уловки» — умение подкупать, задабривать подарками и словами. Эти приёмы характерны для дипломатии едва ли не всех византийских императоров.
Так в «Алексиаде» Анны Комниной в рассказывается о подвигах императора и, в частности, о уловках, на которые он пошёл:

Как раз в это время из внутренних стран Востока явился с огромным войском варвар Тутах с целью опустошить ромейские земли. Русель же, терпя поражение от стратопедарха, сдавал одну крепость за другой; предводительствуя большим войском, имея великолепно вооружённых воинов, он значительно уступал моему отцу Алексею в находчивости и решил поэтому прибегнуть к следующему. В конце концов, оказавшись в совершенно отчаянном положении, он встречается с Тутахом, домогается его дружбы и умоляет стать союзником.

Алексей I Комнин

Однако стратопедарх Алексей предпринимает на это ответный манёвр: он ещё быстрее располагает к себе варвара и привлекает его на свою сторону речами, дарами и всевозможными ухищрениями. Да, он был более, чем кто либо другой, находчив и способен отыскать выход из затруднительного положения. Самым действенным способом расположить к себе варваров, говоря в общих чертах, оказался следующий: «Твой султан и мой император, — передал Алексей, — дружны между собой. Этот же варвар Русель поднимает руку на них обоих и является злейшим врагом того и другого. Совершая постоянные набеги на владения императора, он понемногу захватывает какие-то части ромейской территории и в то же время отнимает у Персидской державы те земли, которые могли бы у неё сохраниться. Русель во всем действует искусно: сейчас он запугивает меня твоим войском, а затем при удобном случае устранит меня и, почувствовав себя в безопасности, повернёт в другую сторону и поднимет руку на тебя. Если ты послушаешь меня, то когда к тебе вновь явится Русель, схвати его и за большое вознаграждение пришли ко мне в оковах. От этого, — продолжал Алексей, — ты будешь иметь тройную выгоду: во первых, получишь столько денег, сколько никто никогда не получал, во вторых, завоюешь расположение самодержца, благодаря чему достигнешь вершин счастья, а в третьих, султан будет очень доволен, так как избавится от могущественного врага, который выступал как против ромеев, так и против турок».
Вот что сообщил через послов вышеупомянутому Тутаху мой отец, который командовал в то время ромейским войском. Вместе с тем он отправил в установленное время заложников из числа наиболее знатных людей и, обещав Тутаху и его варварам значительную сумму денег, склонил их схватить Руселя. Вскоре они сделали это и отправили Руселя к стратопедарху в Амасию.

В «Советах и рассказах византийского боярина XI в.», что вероятно были написаны Кекавменом, только поощряется недоверие к врагам, соседям (то есть правителям пограничных областей). Он предостерегает, что соседи, желающие завести дружбу не бескорыстны:
Если тебе пограничный сосед пришлёт дары, прими их, пошли и сам из того, что имеешь; но только знай, что он хлопочет о том, чтобы приобрести посредством подарков твою дружбу, и чтобы ты ему поверил; а когда ты предашься беспечности, он нападёт на твою крепость или на твою страну, и ты лишишься над ними власти. Следует тебе опасаться друзей ещё более, чем врагов [8., § 226].
Подобные советы Кекавмен даёт даже об отношениях внутри страны между топархами:
Если соседний с тобою топарх вздумает тебе пакостить, не поступай с ним резко, а хитри с ним, показывай притворное миролюбие и простодушие. Но береги свою область, и если можешь, найди себе друзей в его земле, чтобы чрез них узнавать его намерения. Посылай им дары потихоньку, посылай также явные подарки самому топарху, обманывая его. Когда же он, ради твоих подарков и притворной твоей любви, размякнет, тогда собери тайком своих людей и со тщанием наступай на него и на его народ внезапно, и ты не потерпишь неудачу, истребишь и уничтожишь его. И ещё ты получишь похвалу, как от друзей, так и от врагов, так как, ведь, ты не был повинен в том, что он начал, но только принял меры против зачинщика; от царя же ты примешь честь и награду за то, что хорошо повёл дело. [8., § 69, § 70]
Подобных примеров в «Советах и рассказах византийского боярина XI в.» множество.

## Распространение среди средневековых государств
Дипломатия Византийской империи оставалась высокоорганизованной и эффективной в Европе и Ближнем Востоке вплоть до XII в. Дипломатическая служба в Византийской империи являлась образцом для варварских королевств. Это отразилось в «Салической правде», где за убийство посла назначался огромный вергель (выкуп). Учитывая расположение империи на пересечении западного и восточного миров, Византия синтезировала старые римские традиции и восточную осторожность. Всё чаще она полагалась на хитрость и интригу, чем на силу. Дипломатические обычаи и приёмы Византии были усвоены ближайшей западной соседкой, Венецией, и распространились в практике других итальянских государств и западноевропейских монархий нового времени.

## Интересные факты
Никита Хониат, рассказывая о Четвёртом крестовом походе, обвиняет Алексея I за то, что он показал рыцарям сокровищницу империи. В Западной Европе 100 лет не забывали об этом золоте, потому и пошли Крестовым походом на Константинополь.